# Бела (Жилина)
Бела (слч. Belá) насељено је мјесто са административним статусом сеоске општине (слч. obec) у округу Жилина, у Жилинском крају, Словачка Република.

## Становништво
| Година:    | 1994. | 2004.   | 2014.   | 2024.   |
| ---------- | ----- | ------- | ------- | ------- |
| Број људи: | 3060  | 3346    | 3377    | 3266    |
| Разлика:   |       | +9,34 % | +0,92 % | -3,28 % |

| Година:    | 2023. | 2024.   |
| ---------- | ----- | ------- |
| Број људи: | 3292  | 3266    |
| Разлика:   |       | -0,78 % |

Према подацима о броју становника из 2024. године насеље је имало 3266 становника.